# Ennetmoos
Ennetmoos je obec ve švýcarském kantonu Nidwalden. Leží přibližně 2 kilometry jihozápadně od hlavního města kantonu, Stansu. Žije zde přibližně 2 200 obyvatel.

## Geografie
Obec Ennetmoos zahrnuje oblast Gotthardli směrem na Stans, vesnice St. Jakob, Rohren, Allweg/Grueb, Rotzloch, Rütli a Vorsäss, Mueterschwanderberg, část severního a západního úbočí Stanserhornu a část Lucernského jezera. Dříve rozsáhlé mokřady byly během druhé světové války odvodněny (používání rašeliny jako paliva místo uhlí).
Z celé rozlohy obce tvoří pouze 5,7 % zastavěná půda. Velkou část území obce, 43,9 %, pokrývají lesy a lesní porosty. Ještě větší plocha, 47,9 %, je využívána pro zemědělství. Neproduktivní plochy tvoří 2,4 %.

## Historie

Historický letecký pohled (1925)

Archeologické nálezy ukazují na raný přístup a osídlení. První (dřevěné) stavby na Rotzbergu jsou doloženy k 11. století, později zde vznikl hradní komplex, který lze dnes navštívit jako zříceninu hradu Rotzberg. V urbáři kláštera Muri a kláštera Engelberg jsou zmiňovány majetky v obci (kolem roku 1150 a 1190). V roce 1389 je obec poprvé zmiňována jako Ürte Ennetmoos.
V roce 1798 se Ennetmoos stal bojištěm ve válce francouzské armády proti Nidwaldenu, během níž byly zničeny kaple svatého Jakuba, svatého Leonharda (postavené v letech 1616, 1717) a svatého Magnuse (postavená v roce 1672) a četná obydlí a stáje. Kostely byly obnoveny na počátku 19. století.
V letech 1941–1943 byla meliorována pláň Drachried, která byla ještě v roce 1919 považována za vodní nádrž, a v letech 1946–1947 byly sceleny statky.

## Obyvatelstvo

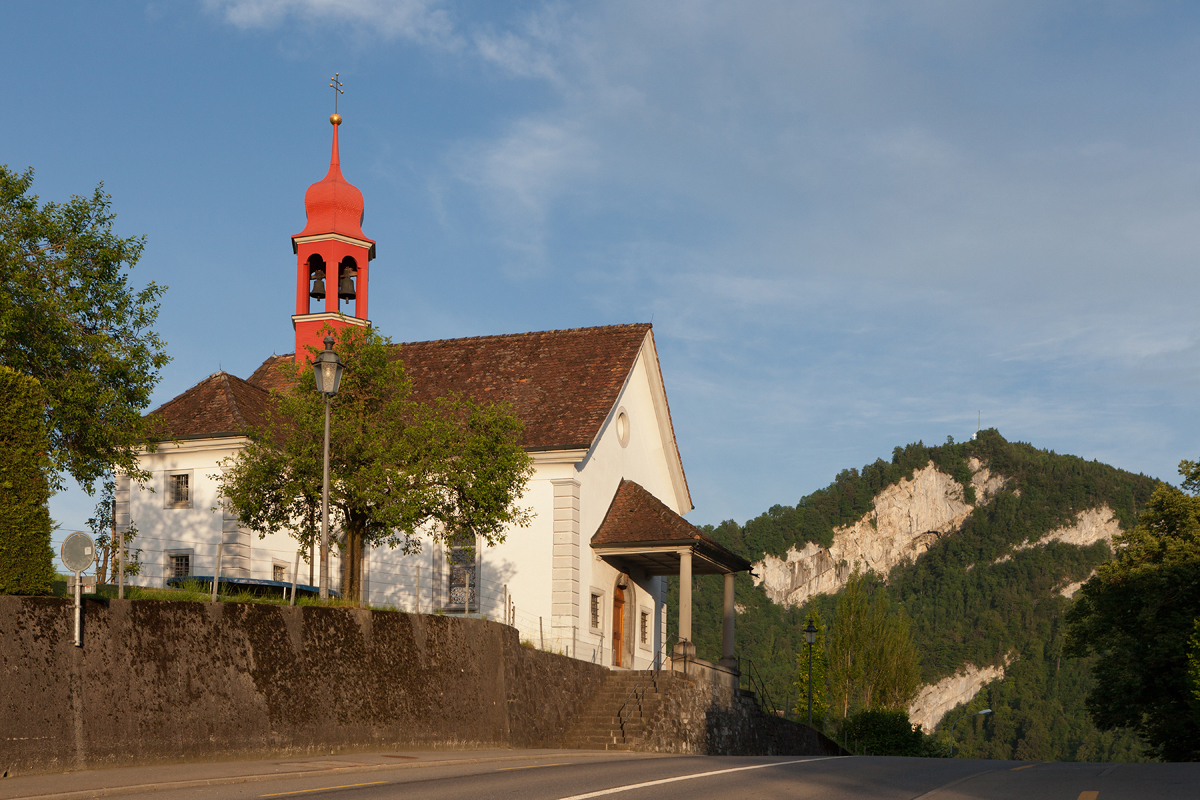
Kostel v obci

K 31. prosinci 2021 v obci žilo 2287 obyvatel.

### Vývoj populace
V druhé polovině 19. století počet obyvatel nerostl, přestože se rodilo hodně dětí. Hlavním důvodem byla migrace do průmyslovějších obcí. V letech 1900–1970 docházelo k trvalému nárůstu počtu obyvatel (1900–1970: +41,5 %), avšak mírným tempem. Od roku 1970 pak počet obyvatel rychle rostl. Během necelých čtyřiceti let se zdvojnásobil (1970–2010: +110,3 %). Od roku 2010 počet obyvatel roste jen mírně. Důvodem rychlého růstu počtu obyvatel bylo zlepšení dopravní obslužnosti a zejména výstavba dálnice A2. Obec se stala atraktivní pro dojíždějící také díky blízkosti hlavního města Nidwaldenu a příznivým cenám stavebních pozemků.
| Vývoj počtu obyvatel | Vývoj počtu obyvatel | Vývoj počtu obyvatel | Vývoj počtu obyvatel | Vývoj počtu obyvatel | Vývoj počtu obyvatel | Vývoj počtu obyvatel | Vývoj počtu obyvatel | Vývoj počtu obyvatel | Vývoj počtu obyvatel | Vývoj počtu obyvatel | Vývoj počtu obyvatel | Vývoj počtu obyvatel | Vývoj počtu obyvatel | Vývoj počtu obyvatel | Vývoj počtu obyvatel | Vývoj počtu obyvatel | Vývoj počtu obyvatel | Vývoj počtu obyvatel | Vývoj počtu obyvatel |
| -------------------- | -------------------- | -------------------- | -------------------- | -------------------- | -------------------- | -------------------- | -------------------- | -------------------- | -------------------- | -------------------- | -------------------- | -------------------- | -------------------- | -------------------- | -------------------- | -------------------- | -------------------- | -------------------- | -------------------- |
| Rok                  | 1850                 | 1860                 | 1870                 | 1880                 | 1888                 | 1900                 | 1910                 | 1920                 | 1930                 | 1941                 | 1950                 | 1960                 | 1970                 | 1980                 | 1990                 | 2000                 | 2010                 | 2015                 | 2020                 |
| Počet obyvatel       | 712                  | 723                  | 687                  | 689                  | 763                  | 699                  | 759                  | 753                  | 785                  | 821                  | 849                  | 941                  | 989                  | 1347                 | 1729                 | 1875                 | 2080                 | 2100                 | 2254                 |

### Jazyky
Téměř všichni obyvatelé mluví německy jako každodenním hovorovým jazykem, avšak silně alemanským dialektem. Při sčítání lidu v roce 2000 uvedlo 94,8 % obyvatel jako svůj hlavní jazyk němčinu, 1,4 % srbochorvatštinu a 1,1 % angličtinu.

### Národnostní složení
Z 2287 obyvatel na konci roku 2021 bylo 2073 (90,64 %) švýcarských státních příslušníků. Většina přistěhovalců pochází ze střední Evropy (Německo 69 osob), jižní Evropy (Itálie 22 a Portugalsko 20 osob), Turecka (16 osob), Sýrie (10 osob), Srí Lanky (8 osob) a Ukrajiny (7 osob). Při sčítání lidu v roce 2000 mělo 1756 osob (93,07 %) švýcarské občanství; z toho 56 osob mělo dvojí občanství.

## Hospodářství

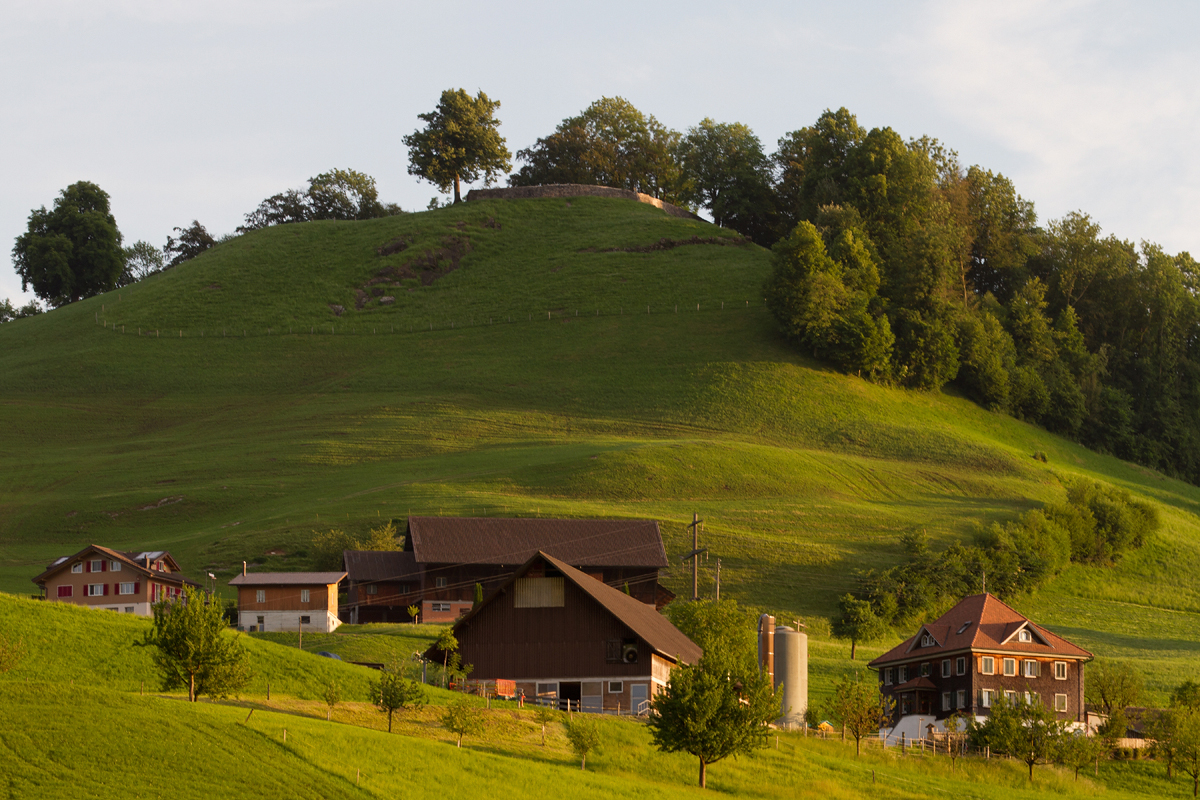
Rotzberg

Původně v Ennetmoosu převládal chov skotu. Od 16. století se na dolním toku řeky Mälbach usadil rozmanitý průmysl (obilný mlýn, lisovna oleje, zpracování železa, papír, sádra), který přetrval až do 19. století.
Nezaměstnanost je v Ennetmoosu nízká, míra sociální podpory v roce 2019 činila 0,68 %. V roce 2020 bylo ze 760 zaměstnanců 536 mužů a 224 žen. Relativní většina zaměstnanců pracovala v roce 2020 v podnicích služeb (terciární sektor).

## Doprava
Obec Ennetmoos je napojena na síť veřejné dopravy autobusovou linkou Stans – St.Jakob – Kerns – Sarnen. Kromě toho se lze během několika minut dostat na dálnici A2.